# 传祺

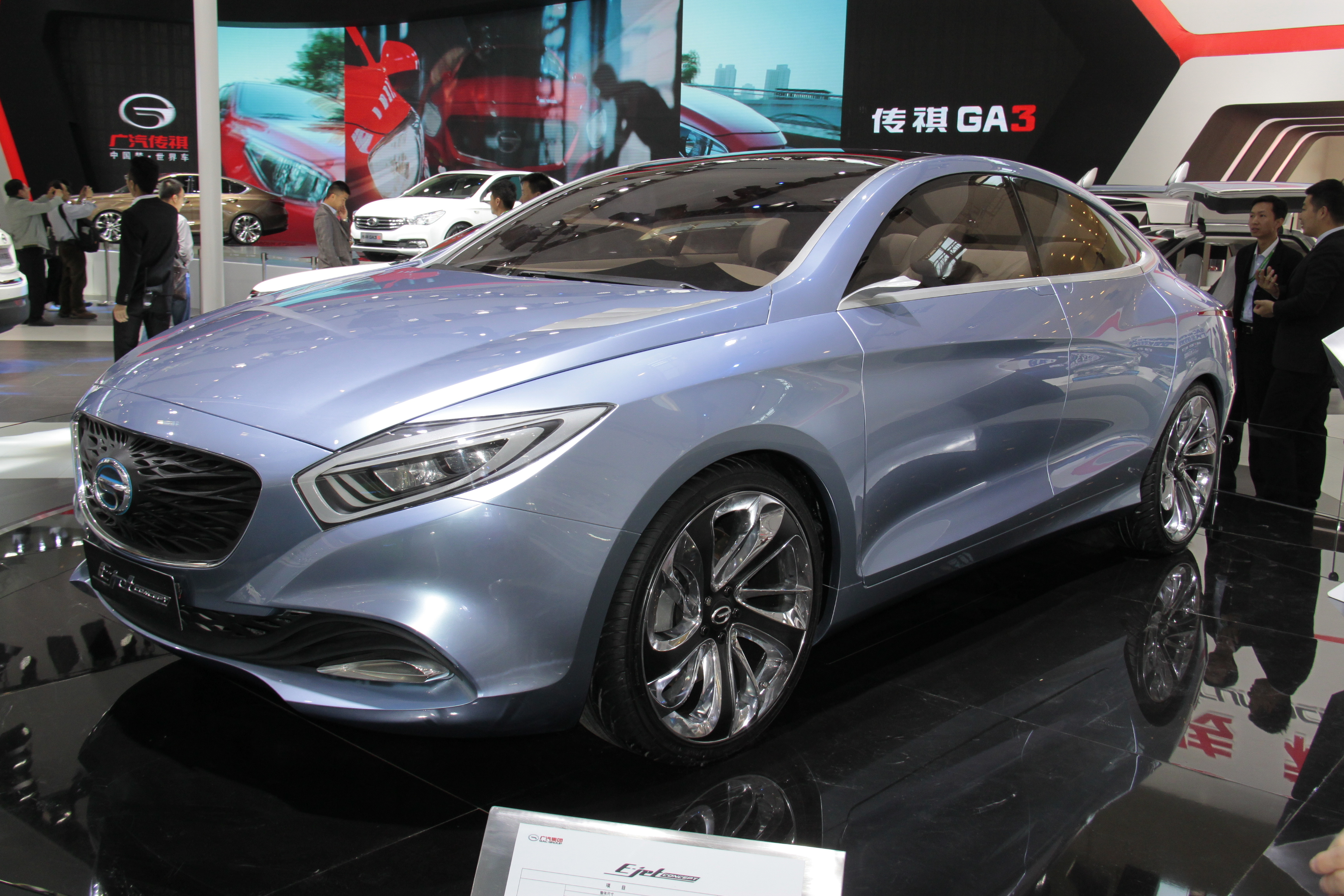
传祺E-Jet概念車

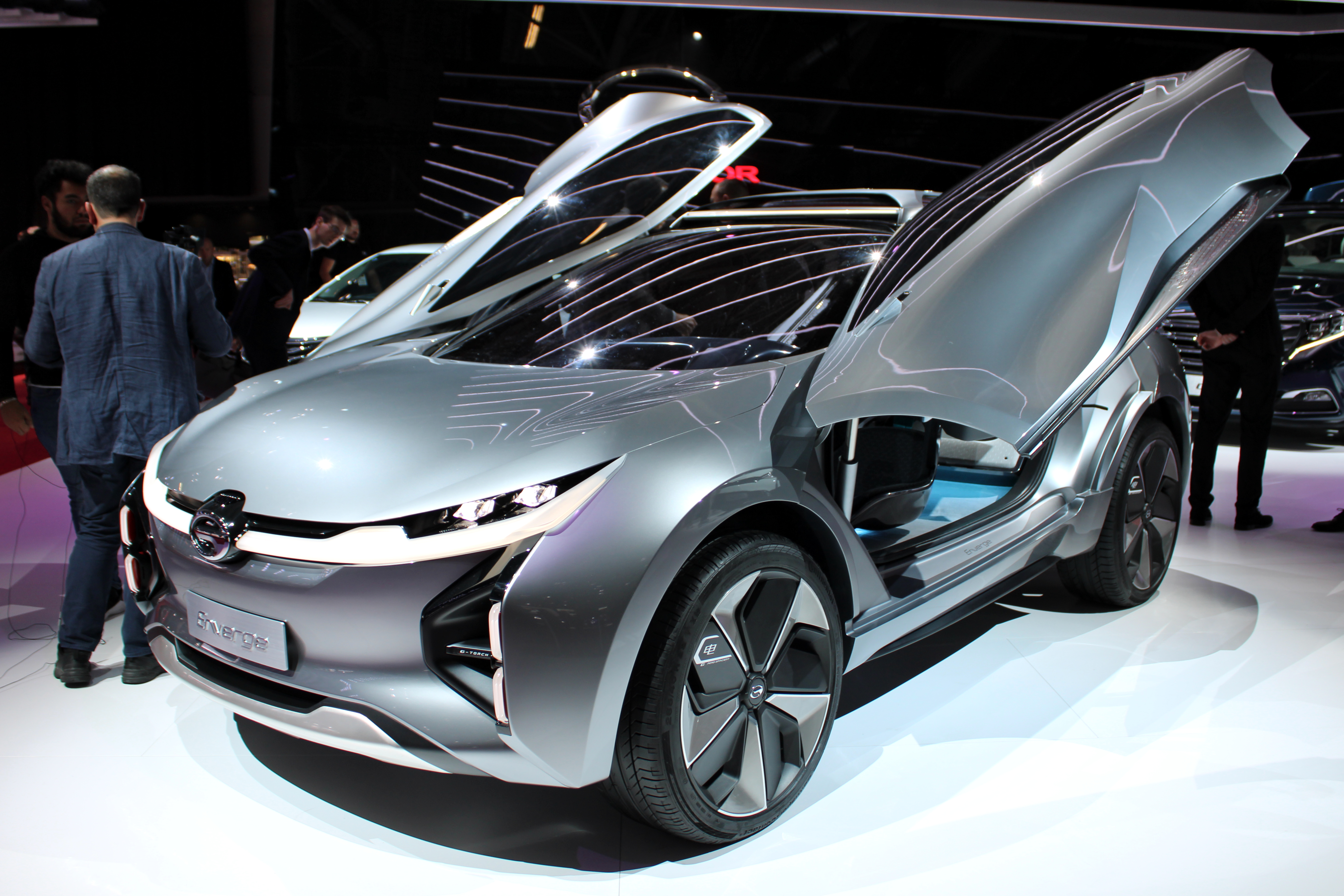
传祺Enverge

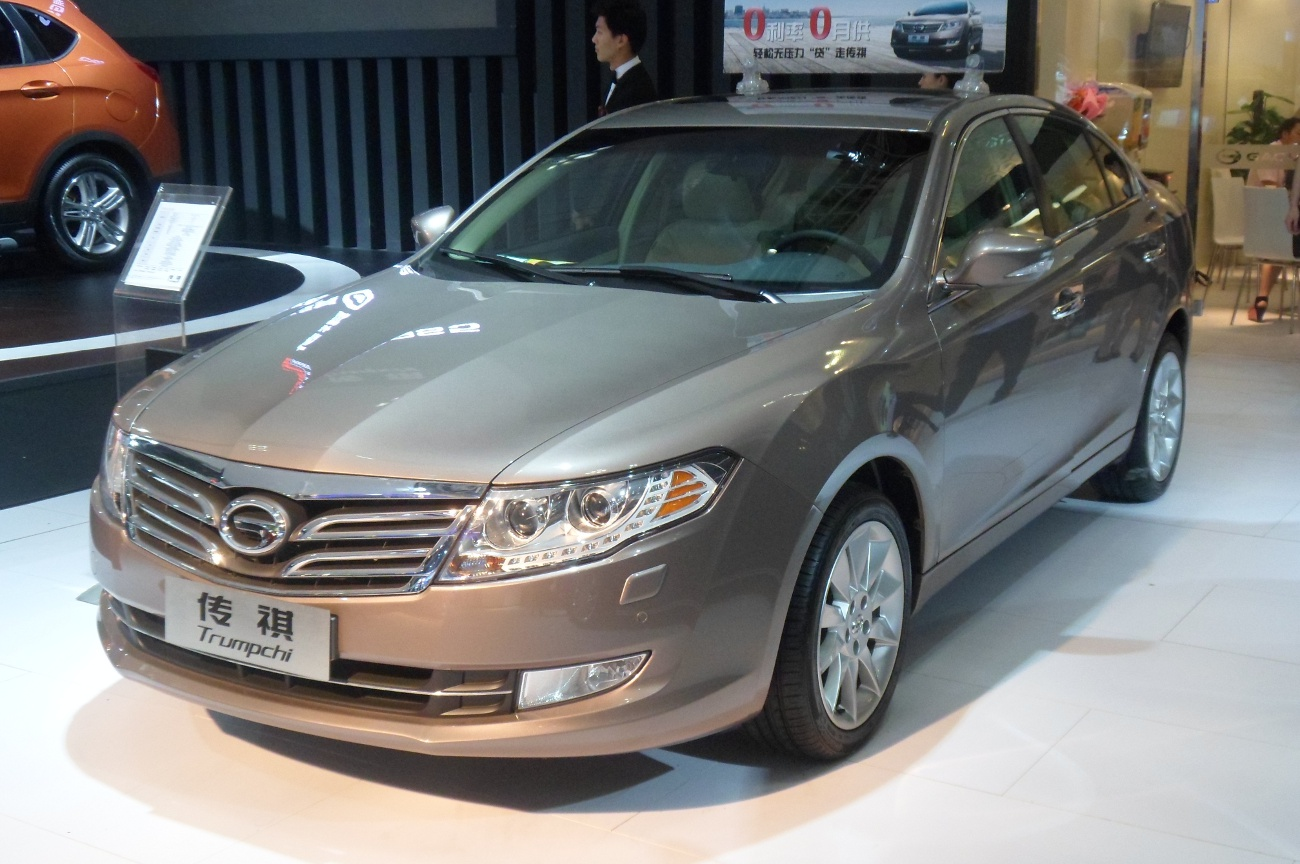
传祺GA5

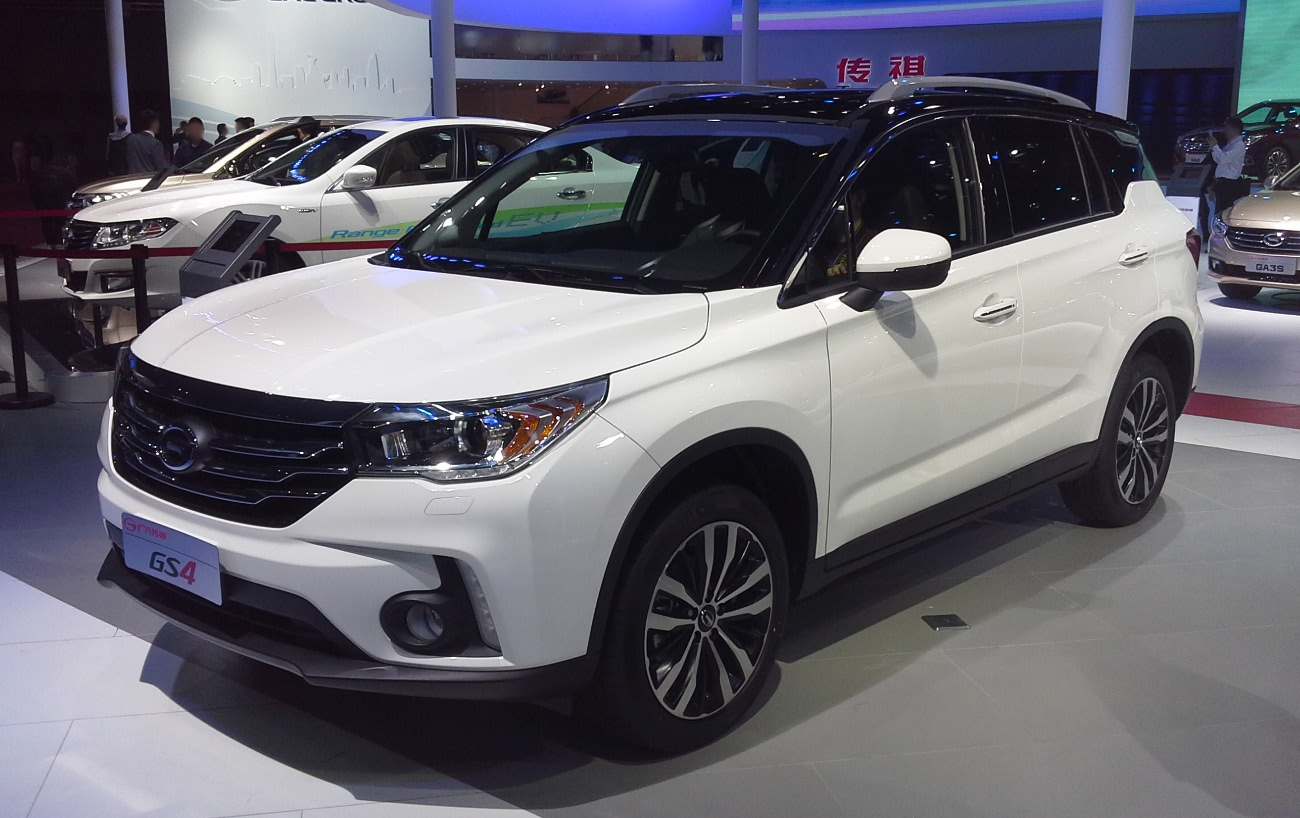
传祺GS4

传祺（英語：Trumpchi）是广汽集团旗下广汽乘用车有限公司的一个汽车品牌。
传祺最早的车型是通过和菲亚特合作，购买阿尔法·罗密欧166的底盘技术，以及外购发动机技术得来。

## 历史
广汽集团于2008年开始建设新自主品牌汽车生产设施。首款投产的传祺车型传祺GA5轿车，是一款基于阿尔法罗密欧166平台的四门中型轿车，于9月2010量产。首批生产的500辆传祺轿车于2010年10月交付给2010年亚运会组委会。
传祺轿车于 2010 年 12 月在广州车展上正式亮相，并于同月开始公开销售这些车辆。传祺GS5是一款基于与传祺轿车相同平台的运动型多功能车，于2012年3月推出。
传祺GA3紧凑型轿车量产版于2013年4月在上海车展上亮相。

## 车型
- GS3（SUV）
- GE3（纯电SUV）
- GA3（紧凑级轿车）
- GA3S（紧凑级轿车）
- GA4（紧凑级轿车）
- GS4（紧凑型SUV）
- GS4 Coupe（轿跑SUV）
- GA5（中级轿车）
- GS5（SUV）
- GA6（中级轿车）
- M6 （MPV，原名GM6）
- GS7（SUV）
- GA8（中大型轿车）
- GS8（SUV）
- GS8S（SUV）
- M8（MPV，原名GM8）
- 影豹（紧凑级轿跑车）